# Kamen (berg)
De Kamen (Russisch: горы Камень; "rots" of "steen") is een berg in het Poetoranagebergte in Noord-Siberië in Tajmyr, kraj Krasnojarsk in Aziatisch Rusland. Met 1701 meter is het de hoogste berg van het gebergte, het Midden-Siberisch Bergland en heel midden-Noord-Siberië. Vanaf deze berg ontspringen de rivieren Cheta en Kotoej.